# Коган, Михаил Аронович
Михаил Аронович Коган (6 февраля 1946, Джалал-Абад, Киргизская ССР — 31 июля 2021, Екатеринбург) — советский и российский балетмейстер
.
Художественный руководитель екатеринбургского театра балета «Щелкунчик», заслуженный деятель искусств России. В 1996 году удостоен премии губернатора Свердловской области, в 2009 году — грамоты главы Екатеринбурга.
Скончался 31 июля 2021 года, похоронен на Широкореченском кладбище Екатеринбурга.